# Puigverd d'Agramunt
Puigverd d'Agramunt è un comune spagnolo di 253 abitanti situato nella comunità autonoma della Catalogna.